# NATO Counter-Intelligence Centre of Excellence
Das NATO Counter-Intelligence Centre of Excellence (NATO CI COE) (deutsch: NATO-Spionageabwehr-Kompetenzzentrum) ist ein Centre of Excellence der NATO. Das Kompetenzzentrum ist in Krakau in Polen stationiert. In Lešť in der Slowakei befindet sich ein militärischer Übungsplatz.

## Auftrag
Auftrag des Kompetenzzentrums ist es, die Fähigkeiten zur Spionageabwehr der NATO und ihrer Mitgliedsstaaten zu verbessern, die Interoperabilität in diesem Bereich zu erhöhen und Fachwissen bereitzustellen. Es bietet Seminare, Lehrgänge, Konferenzen und Arbeitsgruppen an.

## Gliederung
An der Spitze des Kompetenzzentrums stehen der Direktor, der stellvertretende Direktor, der Chef des Stabes und die Leitungsunterstützung. Darüber befindet sich der Lenkungsausschuss mit seinem Vorsitzenden. Darunter gliedert sich das Zentrum in fünf Bereiche:
- Ausbildung und Übung
- Konzeptentwicklung und -überprüfung
- Analyse und Gewonnene Erkenntnisse
- Konzeption und Standardisierung
- Unterstützung und Verwaltung

## Geschichte
Das Memorandum of Understanding der NATO zur Gründung des Zentrums wurde am 29. September 2015 unterzeichnet. Am 22. Februar 2017 wurde es von der NATO zertifiziert und im Oktober 2017 offiziell eröffnet. 